# Willy Geisler
Willy Geisler, né en 1886 à  Wölfelsgrund, en Prusse (aujourd'hui Miedzygorze, en Pologne) et décédé en 1952 à Berlin est un compositeur allemand d'opérette, de musique légère et de film.

## Biographie
Willy Geisler est le fils d'un sculpteur sur bois de Wölfelsgrund.
Après sa formation musicale, il commence une carrière de compositeur d'opérette. Dans les années 1920, une trentaine d'opérettes sont créées en Allemagne. Son plus grand succès, Liebling der Welt fait l'objet de 300 représentations au Theater am Gärtnerplatz à Munich.
Avec l'avènement de la radio, il a compose de nombreuses pièces de musique légère de qualité, des suites orchestrales, des sérénades et des romances pour des orchestres de salon, qui sont largement diffusées par le nouveau média. Il travaille également comme compositeur de musique de film.
Willy Geisler a à cœur l'éducation musicale des enfants et des jeunes. Il écrit des chansons et compose de petites pièces orchestrales simples pour les enfants. Avec Erich Gottwald, il publie en 1927 un ouvrage en deux parties destiné aux écoles de musique : Musik für Mittelschulen.

## Œuvres principales
- Mara Santro, opérette, 1919
- Heideröschen, opérette, 1919
- Friedemann Bach, Pièce avec musique en 7 tableaux, 1930
- Ehestreik, musique de film, 1935
- Liebling der Welt, opérette, 1943
- Aus dem Stegreif, sérénade
- Endspurt, galop
- Liebeslied ohne Worte, suite
- Mein Lieblingslied, romance
- Melodia, suite
- Musikanten-Suite, 6 pièces pour orchestre de salon
- Vom Menuett zum Walzer, suite de danse pour orchestre de salon
- Über Länder und Meere, suite
- Bin nur ein armer Dichter, lied
- Kinderlieder

## Source de la traduction
- (de) Cet article est partiellement ou en totalité issu de l’article de Wikipédia en allemand intitulé « Willy Geisler » (voir la liste des auteurs).